# بوستوني بوجيو
بوجيو بوستوني ( بويانو : Ru Poju ) هي كوموني (بلدية) في مقاطعة رييتي في منطقة لاتيوم الإيطالية ، وتقع على بعد حوالي 70 كيلومتر (43 ميل) في شمال شرق روما وحوالي 11 كيلومتر (7 ميل) في شمال رييتي .
تقع بوجيو بوستوني على حدود البلديات التالية: Cantalice و Leonessa وRieti وRivodutri .

## القديس فرنسيس
ذهب القديس فرنسيس الأسيزي إلى بوجيو بوستون في عام 1208  ورحب بالقرويين بقول " buon giorno buona gente " (صباح الخير يا أهل الخير)   ويمكن العثور على قوس قوطي يسمى "buon giorno" في القرية التي تحيي ذكرى هذا الحدث.
في القسم الأقدم من دير بوجيو بوستوني الفرنسيسكاني توجد غرفة أقام فيها القديس فرانسيس.  على سفح الجبل فوق القرية تتوجد سبع مصليات صغيرة تحتوي ، حسب التقاليد ، على انطباعات عن أشياء تتعلق بالقديس فرانسيس ، مثل ركبته. يتوج هذا المسار بالكنيسة Sacro Speco حيث تلقى القديس فرنسيس غفران خطاياه من رئيس الملائكة جبرائيل . 

## الناس
- أتليو بيتشوني (1892–1976) ، سياسي إيطالي
- لوسيو باتيستي (1943-1998) ، مغني وكاتب أغاني إيطالي

## المدن التوأم
- San Benedetto del Tronto, Italy, since 2009